# Tü-Tü, Kori
A Tü-Tü, Kori (eredeti cím: Go! Go! Cory Carson) 2020-tól vetített amerikai televíziós 3D-s számítógépes animációs sorozat, amelyet Stanley Moore és Alex Woo rendezett a Netflix számára. A zenéjét Ryan Shore szerezte. Az animációs játékfilmsorozat producere Tim Hahn. A tévéfilmsorozat a Kuku Studios gyártásában készült, a Netflix forgalmazásában jelent meg. Műfaja kalandfilm-sorozat. A sorozatot Amerikában 2020. január 4-én debütált a Netflixen. Magyarországon szintén a Netflixen elérhető 2020. január 4-én.

## Szereplők
| Szereplő | Eredeti hang         | Magyar hang     |
| -------- | -------------------- | --------------- |
| Kori     | Alan C. Lim          | Kerekes Máté    |
| Papa     | Paul Killam          | Kisfalusi Lehel |
| Chrissy  | Maisie Benson        | Prokopiusz Maja |
| Freddie  | Smith Foreman        | Kelemen Noel    |
| Heli     | Adelaide Hirasaki    | Gergely Alíz    |
| Timmy    | Eli Morse            | Sándor Barnabás |
| Kimmy    | Neena-Sinaii Simpo   | Vakán Mira      |
| Frannie  | Ella Joy Ballesteros | Tóth Mira       |
| Mama     | Kerry Gudjohnsen     | Törtei Tünde    |

### Magyar változat
- További magyar hangok: Maszlag Bálint, Zsigmond Tamara, Bácskai János, Petridisz Hrisztosz, Nádorfi Krisztina.

- Magyar szöveg: Fekete Zoltán
- Hangmérnök: Borbás-Tóth Imre
- Gyártásvezető: Gémesi Krisztina
- Szinkronrendező: Kéthely-Nagy Luca

A szinkront a Direct Dub Studio készítette.

## Évados áttekintés
| Évad | Évad | Epizódok | Eredeti sugárzás | Eredeti sugárzás | Magyar sugárzás | Magyar sugárzás |
| Évad | Évad | Epizódok | Évadpremier      | Évadfinálé       | Évadpremier     | Évadfinálé      |
| ---- | ---- | -------- | ---------------- | ---------------- | --------------- | --------------- |
|      | 1    | 7        | 2020. január 4.  | 2020. január 4.  | 2020. január 4. | 2020. január 4. |

### 1. évad
| #  | #  | Eredeti cím           | Magyar cím              | Eredeti premier | Magyar premier  |
| -- | -- | --------------------- | ----------------------- | --------------- | --------------- |
| 1. | 1. | Cory's First Day      | Kori első napja         | 2020. január 4. | 2020. január 4. |
| 2. | 2. | Chrissy's Best Friend | Chrissy legjobb barátja | 2020. január 4. | 2020. január 4. |
| 3. | 3. | Garbage Day           | Kukás nap               | 2020. január 4. | 2020. január 4. |
| 4. | 4. | Firehouse             | Tűzoltóállomás          | 2020. január 4. | 2020. január 4. |
| 5. | 5. | Oil Spill             | Olaj-baj                | 2020. január 4. | 2020. január 4. |
| 6. | 6. | Sleepover             | Ottalvós buli           | 2020. január 4. | 2020. január 4. |
| 7. | 7. | Speed Limits          | Sebességhatár           | 2020. január 4. | 2020. január 4. |